# Sumonu Oladele Giwa
Sumonu Oladele Giwa, mer känd som Dele Giwa, född 16 mars 1947 i Ife, Nigeria, död 19 oktober 1986 i Ikeja, Nigeria, var en nigeriansk journalist som arbetade för Afrikas utveckling. The Republic jämför Giwas engagemang för afrikansk utveckling med Walter Rodney och Thomas Sankara och nigerianska tidningen The Guardian beskrev honom 2021 som en "odödlig hjälte".

## Biografi
Giwa föddes i Ife i sydvästra Nigeria där han också växte upp. År 1971 lämnade han staden och sökte sig till USA för fortsatta studier vid Brooklyn College där han läste engelska. Han fortsatte därefter studierna vid Fordham University där han senare avlade masterexamen i Public Communication.
Giwa mördades av en brevbomb den 19 oktober 1986. Han var då den första nigerianen att bombas i sitt hem i fredstid.

## Karriär
Efter studierna började Giwa arbeta för The New York Times, men han återvände till Nigeria 1979. Åter i Nigeria fick han arbete på The Daily Times. Året därpå gick han vidare till The Sunday Concord. Giwa drömde om journalistik med hög standard i sitt hemland, en dröm som låg bakom grundandet av Newswatch. Han grundade tidningen tillsammans med en annan journalist 1984.